# 유황 (광양사왕)
광양사왕 유황(廣陽思王 劉璜, ? ~ 기원전 4년)은 중국 전한의 황족이자 제후왕으로, 광양왕이다. 광양목왕 유순의 아들이다.
아버지가 광양목왕 21년(기원전 24년)에 죽자 광양왕을 계승했다. 광양사왕 20년(기원전 4년)에 죽어 아들 유가가 계승했다.

## 가계
- 광양목왕 유순
  - 광양사왕 유황
    - 광양왕 유가
      - 유접(劉接)[2]

    - 당양후 유익
    - 광성후 유지

당양후와 광성후는 원시 2년(2년) 4월 정유일에 봉해졌다. 한편 부왕을 알 수 없는 이로 방향후 유상득·방성후 유선이 있는데, 유반(劉攽)은 유상득을, 소여(蘇輿)는 유선을 광양사왕의 아들로 보았다.